# Pomasia
Pomasia là một chi bướm đêm thuộc họ Geometridae.

## Các loài
- Pomasia denticlathrata Warren, 1893
- Pomasia euryopis  Meyrick, 1897
- Pomasia galastis  Meyrick, 1897
- Pomasia lacunaria  Holloway, 1997
- Pomasia lamunin  Holloway, 1997
- Pomasia luteata  Holloway, 1997
- Pomasia nuriae  Holloway, 1997
- Pomasia obliterata  (Walker, 1866)
- Pomasia parerga  Prout, 1941
- Pomasia psylaria  Guenee, 1857
- Pomasia punctaria  Hampson, 1912
- Pomasia reticulata  Hampson, 1895
- Pomasia sacculobata  Holloway, 1997
- Pomasia salutaris Prout, 1929
- Pomasia sparsata  Hampson, 1902
- Pomasia vernacularia  Guenee, 1858